# Virola reidii
Virola reidii là một loài thực vật có hoa trong họ Myristicaceae. Loài này được Little miêu tả khoa học đầu tiên năm 1970.